# Biserica evanghelică din Păuca

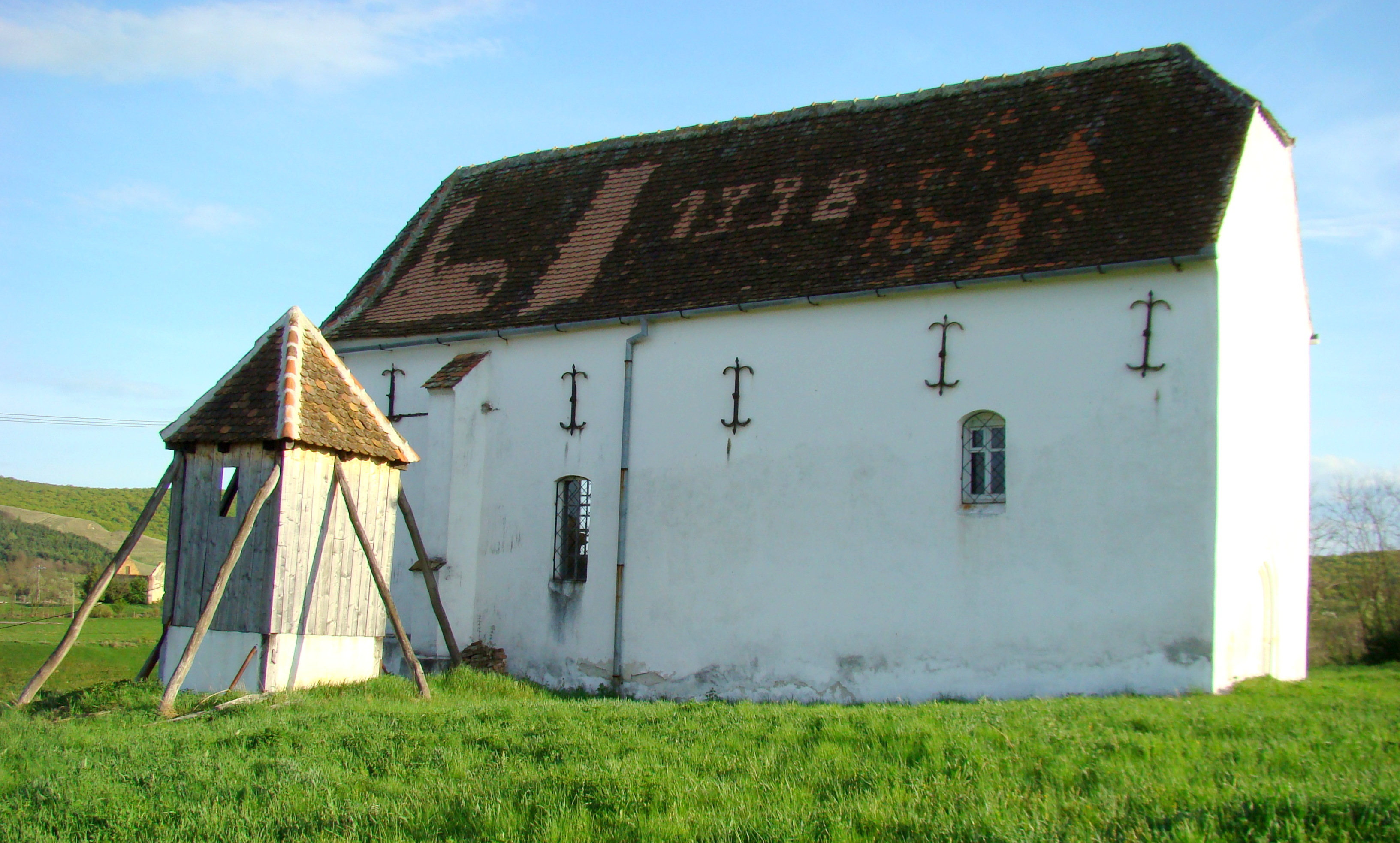
Biserica și clopotnița (aprilie 2009)

Biserica evanghelică din Păuca este un monument istoric aflat pe teritoriul satului Păuca, comuna Păuca, județul Sibiu.

## Localitatea
Păuca (în dialectul săsesc Ternen, în germană Törnen, Pocken, Pokendorf, în maghiară Pókafalva) este satul de reședință al comunei cu același nume din județul Sibiu, Transilvania, România. A fost menționat pentru prima oară în anul 1272, cu denumirea Pokafalua.

## Biserica
Biserica evanghelică din Păuca a fost construitã în secolul al XIII-lea, ca biserică romano-catolică în stil romanic, închinată Fecioarei Maria. Cert este că la 1309 localitatea a fost menționată ca Duabus Turribus („Două Turnuri”). În 1332 preotul Petramus este menționat în lista dijmelor papale.
Biserica a fost reconstruită în secolul al XVI-lea, nava și sanctuarul fiind acoperite de o boltă în stil gotic. Se mai pot observa rămășițe ale frescelor medievale.
Turnurile s-au prăbușit în urma unei furtuni din 1910, iar acoperișul a trebuit să fie refăcut.

## Imagini

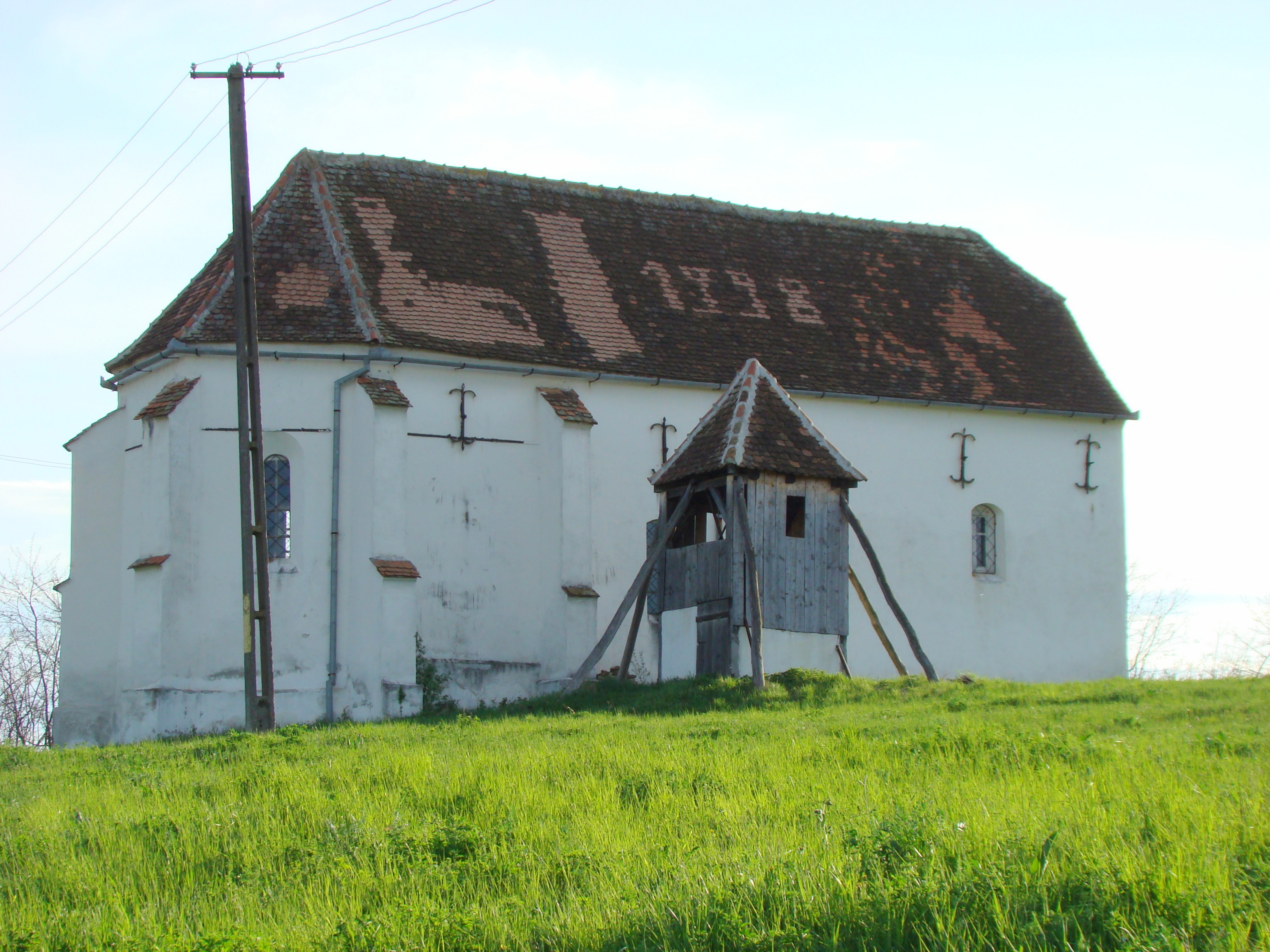
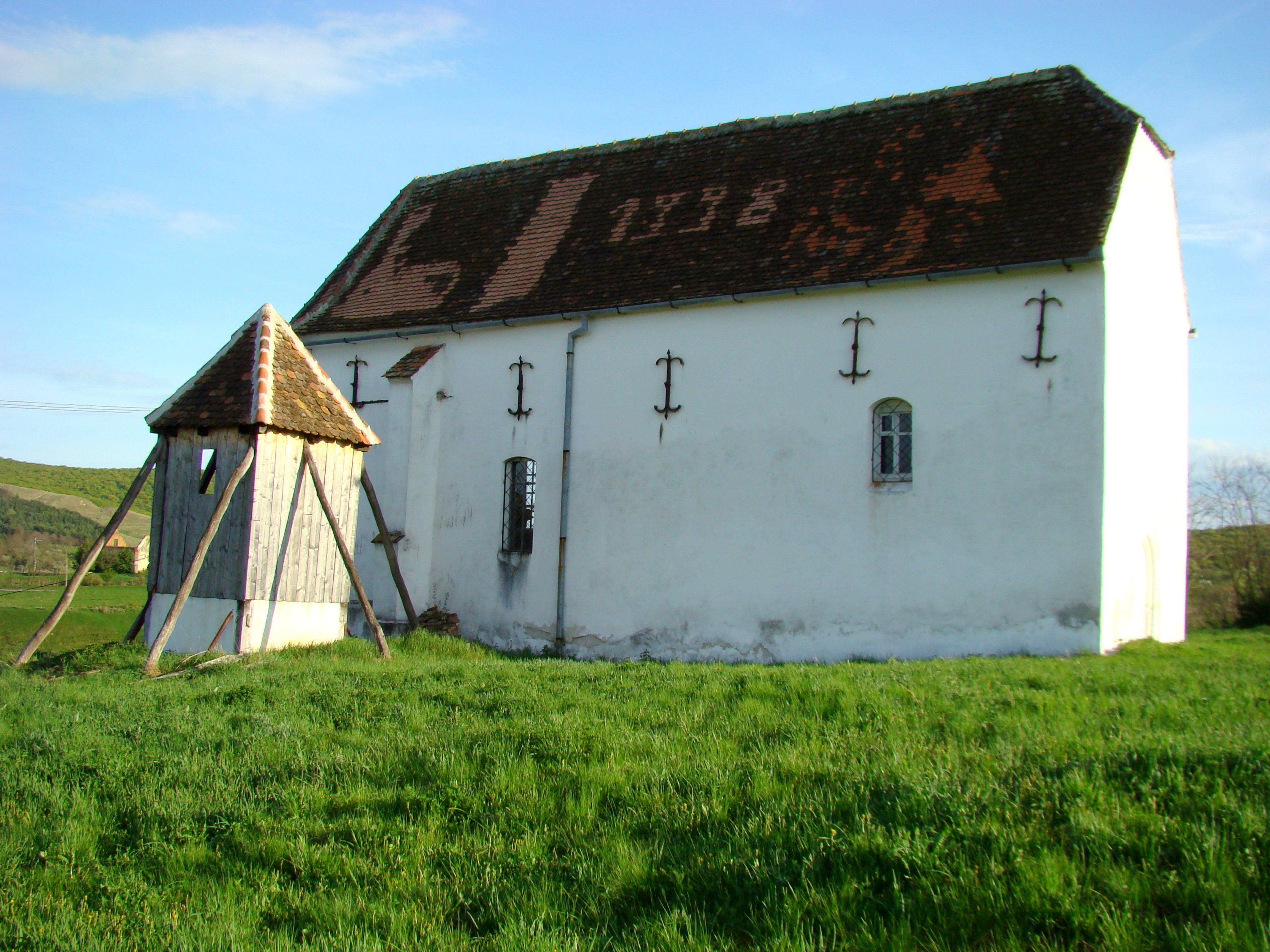
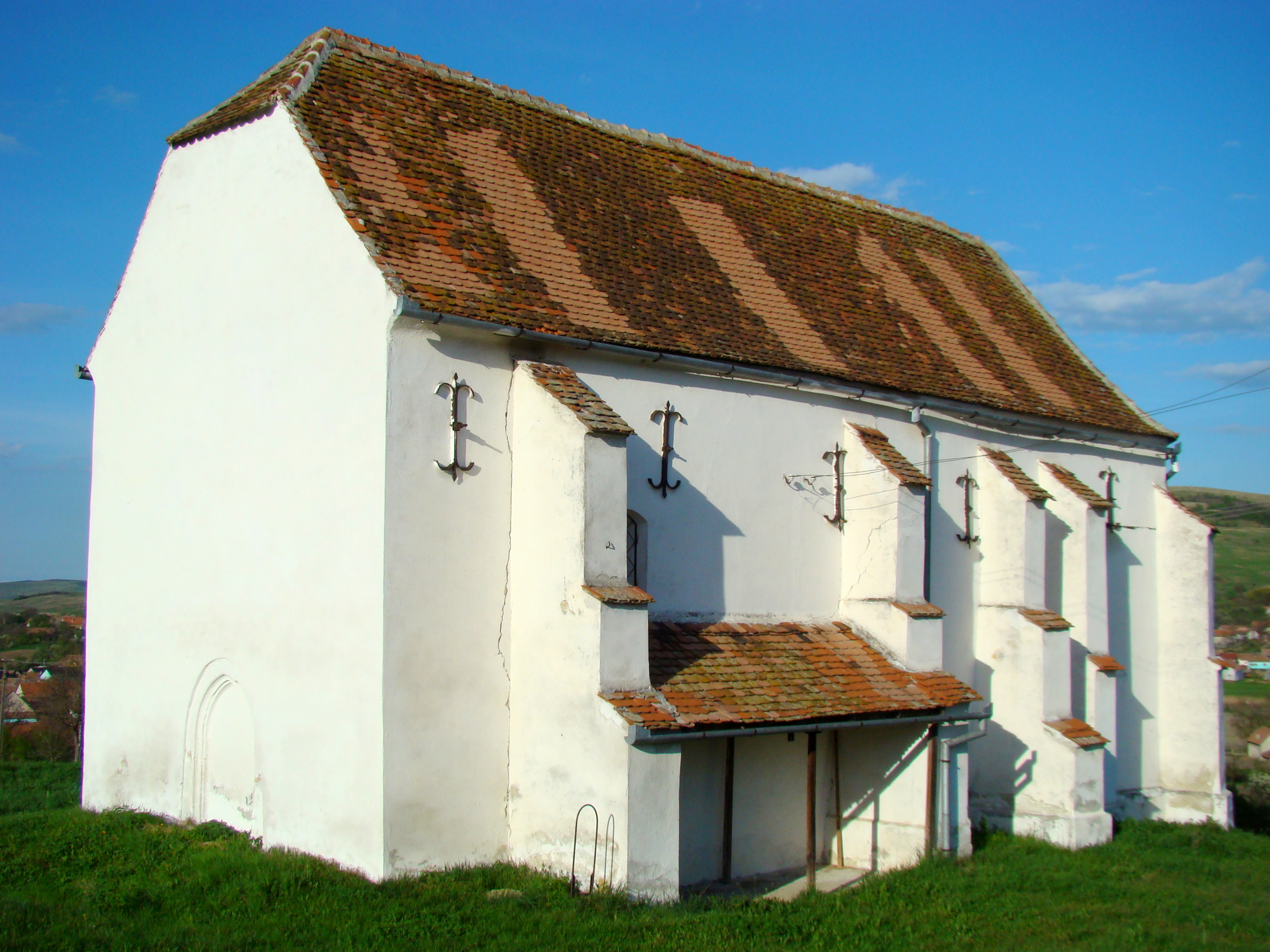
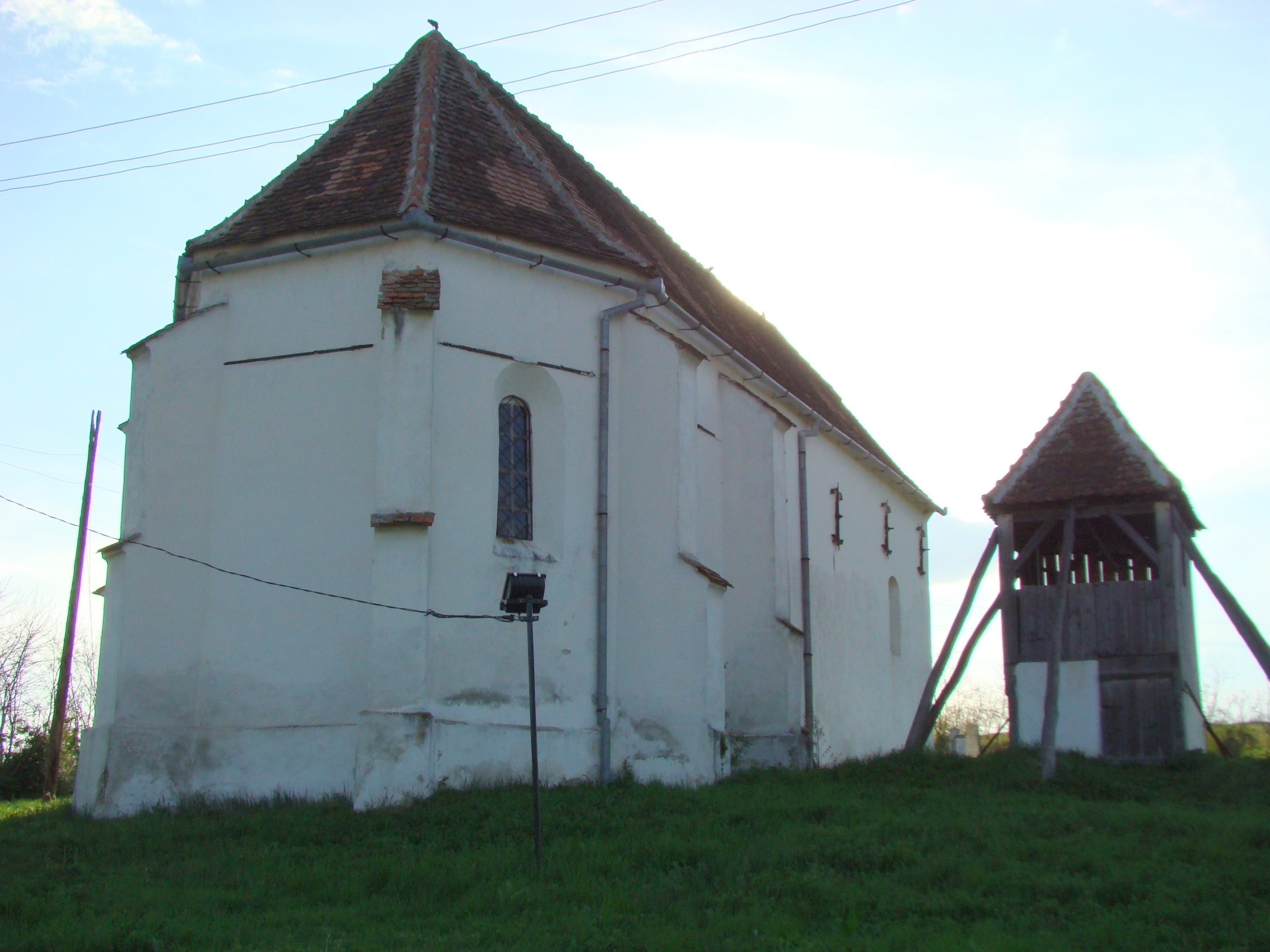

## Vezi și
- Păuca, Sibiu